# Lotta greco-romana ai Giochi della VIII Olimpiade - Pesi piuma
La competizione della categoria pesi piuma (fino a 61 kg) di lotta greco-romana dei Giochi della VIII Olimpiade si è svolta dal 6 al 10 luglio 1924 al Vélodrome d'hiver a Parigi.

## Formato
Torneo con eliminazione alla seconda sconfitta. 

## Risultati
| Legenda                               | Legenda |
| ------------------------------------- | ------- |
| Lottatore senza sconfitte             |         |
| Lottatore con una sconfitta           |         |
| Lottatore con due sconfitte Eliminato |         |

### Primo turno
Si è disputato nei giorni 6 e 7 luglio.
| Atleta              |       | Atleta           | Ris.       |
| ------------------- | ----- | ---------------- | ---------- |
| Arthur Nord         | batte | Ödön Radvány     | Ai punti   |
| František Řezáč     | batte | Hillair Fettes   | Schienato  |
| Voldemar Väli       | batte | Édouard Rottiers | Ai punti   |
| Katsutoshi Naito    | batte | Jordán Vallmajo  | Ai punti   |
| Josef Penczik       | batte | Domingo Sánchez  | Schienato  |
| Marcel Capron       | batte | Lucien Bottin    | Per ritiro |
| Erik Malmberg       | batte | Enrico Porro     | Ai punti   |
| Karl Mezulian       | batte | Jānis Rudzītis   | Ai punti   |
| Aleksanteri Toivola | batte | Peter Eriksen    | Schienato  |
| František Dyršmíd   | batte | Gerolamo Quaglia | Ai punti   |
| Kalle Anttila       | batte | Aage Torgensen   | Schienato  |
| Osvald Käpp         | batte | René Rottenfluc  | Schienato  |
| Fritiof Svensson    | batte | Jenő Németh      | Ai punti   |
| Martin Egeberg      |       | Riposo           |            |

### Secondo turno
Si è disputato il giorno 7 luglio.
| Atleta              |       | Atleta            | Ris.      |
| ------------------- | ----- | ----------------- | --------- |
| Ödön Radvány        | batte | Martin Egeberg    | Ai punti  |
| Arthur Nord         | batte | František Řezáč   | Schienato |
| Édouard Rottiers    | batte | Hillair Fettes    | Schienato |
| Voldemar Väli       | batte | Jordán Vallmajo   | Schienato |
| Katsutoshi Naito    | batte | Domingo Sánchez   | Schienato |
| Marcel Capron       | batte | Enrico Porro      | Ai punti  |
| Erik Malmberg       | batte | Lucien Bottin     | Schienato |
| Aleksanteri Toivola | batte | Karl Mezulian     | Ai punti  |
| Peter Eriksen       | batte | Jānis Rudzītis    | Schienato |
| Kalle Anttila       | batte | František Dyršmíd | Schienato |
| Aage Torgensen      | batte | Gerolamo Quaglia  | Schienato |
| Osvald Käpp         | batte | Jenő Németh       | Ai punti  |
| Fritiof Svensson    | batte | René Rottenfluc   | Schienato |
| Josef Penczik       |       |                   | DNF       |

### Terzo turno
Si è disputato il giorno 8 luglio.
| Atleta              |       | Atleta            | Ris.      |
| ------------------- | ----- | ----------------- | --------- |
| Martin Egeberg      | batte | František Řezáč   | Ai punti  |
| Ödön Radvány        | batte | Édouard Rottiers  | Schienato |
| Arthur Nord         | batte | Voldemar Väli     | Ai punti  |
| Marcel Capron       | batte | Katsutoshi Naito  | Schienato |
| Erik Malmberg       | batte | Karl Mezulian     | Ai punti  |
| Aleksanteri Toivola | batte | František Dyršmíd | Ai punti  |
| Kalle Anttila       | batte | Peter Eriksen     | Schienato |
| Aage Torgensen      | batte | Osvald Käpp       | Ai punti  |
| Fritiof Svensson    |       | Riposo            |           |

### Quarto turno
Si è disputato nei giorni 8 e 9 luglio.
| Atleta              |       | Atleta           | Ris.      |
| ------------------- | ----- | ---------------- | --------- |
| Fritiof Svensson    | batte | Martin Egeberg   | Ai punti  |
| Ödön Radvány        | batte | Voldemar Väli    | Ai punti  |
| Arthur Nord         | batte | Katsutoshi Naito | Ai punti  |
| Erik Malmberg       | batte | Marcel Capron    | Ai punti  |
| Aleksanteri Toivola | batte | Aage Torgensen   | Schienato |
| Kalle Anttila       | batte | Osvald Käpp      | Ai punti  |

### Quinto turno
Si è disputato nei giorni 9 e 10 luglio.
| Atleta           |       | Atleta              | Ris.      |
| ---------------- | ----- | ------------------- | --------- |
| Fritiof Svensson | batte | Aleksanteri Toivola | Ai punti  |
| Erik Malmberg    | batte | Ödön Radvány        | Ai punti  |
| Arthur Nord      | batte | Marcel Capron       | Schienato |
| Kalle Anttila    |       | Riposo              |           |

### Sesto turno
Si è disputato il giorno 10 luglio.
| Atleta              |       | Atleta           | Ris.      |
| ------------------- | ----- | ---------------- | --------- |
| Kalle Anttila       | batte | Fritiof Svensson | Schienato |
| Erik Malmberg       | batte | Arthur Nord      | Ai punti  |
| Aleksanteri Toivola |       | Riposo           |           |

### Settimo turno
Si è disputato il giorno 10 luglio.
| Atleta              |       | Atleta        | Ris.     |
| ------------------- | ----- | ------------- | -------- |
| Aleksanteri Toivola | batte | Erik Malmberg | Ai punti |
| Kalle Anttila       | batte | Arthur Nord   | Ai punti |

### Ottavo turno
Si è disputato il giorno 10 luglio.
| Atleta        |       | Atleta              | Ris.     |
| ------------- | ----- | ------------------- | -------- |
| Kalle Anttila | batte | Aleksanteri Toivola | Ai punti |

## Classifica finale
| Pos.    | Atleta              | Nazione        | Vittorie | Sconfitte |
| ------- | ------------------- | -------------- | -------- | --------- |
| Oro     | Kalle Anttila       | Finlandia      | 7        | 0         |
| Argento | Aleksanteri Toivola | Finlandia      | 6        | 1         |
| Bronzo  | Erik Malmberg       | Svezia         | 6        | 1         |
| 4       | Arthur Nord         | Norvegia       | 5        | 2         |
| 5       | Fritiof Svensson    | Svezia         | 3        | 2         |
| 6       | Ödön Radvány        | Ungheria       | 3        | 2         |
| 6       | Marcel Capron       | Francia        | 3        | 2         |
| 8       | Voldemar Väli       | Estonia        | 2        | 2         |
| 8       | Katsutoshi Naito    | Giappone       | 2        | 2         |
| 8       | Aage Torgensen      | Danimarca      | 2        | 2         |
| 8       | Osvald Käpp         | Estonia        | 2        | 2         |
| 12      | Martin Egeberg      | Norvegia       | 1        | 2         |
| 13      | František Řezáč     | Cecoslovacchia | 1        | 2         |
| 13      | Édouard Rottiers    | Belgio         | 1        | 2         |
| 13      | Karl Mezulian       | Austria        | 1        | 2         |
| 13      | Peter Eriksen       | Danimarca      | 1        | 2         |
| 13      | František Dyršmíd   | Cecoslovacchia | 1        | 2         |
| 18      | Hillair Fettes      | Lussemburgo    | 0        | 2         |
| 18      | Jordán Vallmajo     | Spagna         | 0        | 2         |
| 18      | Domingo Sánchez     | Spagna         | 0        | 2         |
| 18      | Lucien Bottin       | Belgio         | 0        | 2         |
| 18      | Enrico Porro        | Italia         | 0        | 2         |
| 18      | Jānis Rudzītis      | Lettonia       | 0        | 2         |
| 18      | Gerolamo Quaglia    | Italia         | 0        | 2         |
| 18      | René Rottenfluc     | Francia        | 0        | 2         |
| 18      | Jenő Németh         | Ungheria       | 0        | 2         |
| 27      | Josef Penczik       | Austria        | 1        | 0         |